# Machanajim
Machanajim (hebr. מחניים) – kibuc położony w Samorządzie Regionu Ha-Galil ha-Eljon, w Dystrykcie Północnym, w Izraelu. Członek Ruchu Kibuców (HaTenoa’a HaKibbutzit).

## Położenie
Leży w Dolinie Hula, na północy Górnej Galilei.

## Historia
Kibuc został założony w 1939.

## Gospodarka
Gospodarka kibucu opiera się na rolnictwie.